# Dąbrowy (gromada)
Dąbrowy – dawna gromada, czyli najmniejsza jednostka podziału terytorialnego Polskiej Rzeczypospolitej Ludowej w latach 1954–1972.
Gromady, z gromadzkimi radami narodowymi (GRN) jako organami władzy najniższego stopnia na wsi, funkcjonowały od reformy reorganizującej administrację wiejską przeprowadzonej jesienią 1954 do momentu ich zniesienia z dniem 1 stycznia 1973, tym samym wypierając organizację gminną w latach 1954–1972.
Gromadę Dąbrowy z siedzibą GRN w Dąbrowach utworzono – jako jedną z 8759 gromad na obszarze Polski – w powiecie ostrołęckim w woj. warszawskim, na mocy uchwały nr VI/10/10/54 WRN w Warszawie z dnia 5 października 1954. W skład jednostki wszedł obszar dotychczasowej gromady Dąbrowy ze zniesionej gminy Myszyniec w tymże powiecie. Dla gromady ustalono 15 członków gromadzkiej rady narodowej.
29 lutego 1956 do gromady Dąbrowy przyłączono wieś Antonia z gromady Dudy Puszczańskie w powiecie kolneńskim w woj. białostockim.
31 grudnia 1961 gromadę włączono do powiatu szczycieńskiego w woj. olsztyńskim, gdzie równocześnie została zniesiona, a jej obszar włączony do gromady Rozogi w powiecie szczycieńskim.